# Festival international du film de Locarno 2011
Le festival international du film de Locarno 2011, la 64e édition du festival (64° Festival del film Locarno), s'est déroulé du 3 au 13 août 2011.

## Hommages et rétrospective
En ouverture, J. J. Abrams a présenté Super 8 sur la Piazza Grande.

La rétrospective de l'année a été dédiée à Vincente Minnelli.

Un hommage a été également rendu à la collaboration de Maurice Pialat et Gérard Depardieu, en présence de ce dernier.

## Jury
- Paulo Branco
- Louis Garrel
- Sandra Hüller
- Bettina Oberli
- Jasmine Trinca

## Compétition
- Trois sœurs (Abrir Puertas y Ventanas) de Milagros Mumenthaler (Argentine-Suisse)
- Another Earth de Mike Cahill (États-Unis)
- Beyrouth hôtel de Danielle Arbid (Liban)
- Crulic - Drumul Spre Dincolo d’Anca Damian (Roumanie)
- Dernière Séance de Laurent Achard (France)
- Din Dragoste Cu Cele Mai Bune Intentii d’Adrian Sitaru (Roumanie)
- El Año Del Tigre de Sebastián Lelio (Chili)
- Le Policier de Nadav Lapid (Israël)
- Les Chants de Mandrin de Rabah Ameur-Zaïmeche (France)
- Low Life de Nicolas Klotz et Elisabeth Perceval (France)
- Mangrove de Frédéric Choffat et Julie Gilbert (Suisse)
- Onder Ons de Marco van Geffen (Pays-Bas)
- Saudade de Katsuya Tomita (Japon)
- Sette opere di misericordia de Gianluca et Massimiliano De Serio (Italie)
- Derniers Jours à Jérusalem (Tanathur) de Tawfik Abu Wael (Israël)
- Terri d’Azazel Jacobs (États-Unis)
- The Loneliest Planet de Julia Loktev (États-Unis)
- Tokyo Park (Tōkyō kōen) de Shinji Aoyama (Japon)
- Un amour de jeunesse de Mia Hansen-Løve (France)
- Vol Spécial de Fernand Melgar (Suisse)

### Récompenses
- Léopard d'honneur : Abel Ferrara
- Prix Raimondo Rezzonico : Mike Medavoy

- Léopard d'or : Trois sœurs (Abrir Puertas y Ventanas) de Milagros Mumenthaler (Argentine)
- Léopard d'or spécial du jury : Tokyo Park de Shinji Aoyama (Japon) et pour son œuvre complète
- Prix spécial du jury : Le Policier de Nadav Lapid (Israël)
- Prix de la mise en scène : Din Dragoste Cu Cele Mai Bune Intentii d’Adrian Sitaru (Roumanie)
- Léopard pour la meilleure interprétation féminine : Maria Canale pour Abrir Puertas y Ventanas
- Léopard pour la meilleure interprétation masculine : Bogdan Dumitrache pour Din Dragoste Cu Cele Mai Bune Intentii
- Mention spéciale : Un amour de jeunesse de Mia Hansen-Løve (France)

### Section «Cinéastes du Présent»

#### Jury
- Christoph Hochhäusler
- Michelangelo Frammartino
- Raya Martin
- Zhu Rikun
- Athina Rachel Tsangari

#### Palmarès
- Léopard d'or : L'Été de Giacomo (L'Estate Di Giacomo) d'Alessandro Comodin (Italie)
- Prix spécial du jury : El estudiante de Santiago Mitre (Argentine)
- Mention spéciale : É Na Terra Não É Na Lua de Gonçalo Tocha (Portugal)

### Léopards de demain

#### Jury
- Indu Shrikent
- Bakur Bakuradze
- Tom Shoval
- Luc Toutounghi
- Rebecca Zlotowski

#### Compétition internationale
- Pardino d’or : Rauschgift de Peter Baranowski (Allemagne)
- Pardino d’argent pour la Compétition internationale Léopards de demain: Les Enfants de la nuit de Caroline Deruas (France)
- Mention spéciale : Mens Sana in Corpore Sano de Juliano Dornelles (Brésil)
- Prix Pianifica : Opowiesci Z Chlodni de Grzegorz Jaroszuk (Pologne)
- Prix Film et Vidéo Untertitelung : Liberdade de Gabriel Abrantes et Benjamin Crotty (Portugal)

#### Compétition nationale
- Pardino d’or du meilleur court métrage suisse : L'Ambassadeur et moi de Jan Czarlewski
- Pardino d’argent pour la Compétition nationale Léopards de demain : Le Tombeau des filles de Carmen Jaquier
- Prix Action Light pour le meilleur espoir suisse : À quoi tu joues ? de Jean-Guillaume Sonnier

### Prix «Cinema e Gioventù» 2011 – Léopards de demain
- Meilleur court métrage pour la Compétition internationale Léopards de demain : Opowiesci Z Chlodni de Grzegorz Jaroszuk (Pologne)
- Meilleur court métrage pour la Compétition suisse Léopards de demain : L'Ambassadeur et moi de Jan Czarlewski
- Mention spéciale pour la Compétition suisse Léopards de demain : Le Début de la Fin de Jean-François Vercasson

### Prix du jury des jeunes
- Premier Prix : Vol Spécial de Fernand Melgar (Suisse)
- Deuxième Prix : Sette opere di misericordia de Gianluca et Massimiliano De Serio (Italie)
- Troisième Prix : Terri d’Azazel Jacobs (États-Unis)
- Prix « L’environnement, c’est la qualité de la vie » : El Año Del Tigre de Sebastián Lelio (Chili)
- Mentions spéciales : Another Earth de Mike Cahill (États-Unis) et Abrir Puertas y Ventanas de Milagros Mumenthaler (Argentine)

### Avant-premières - Piazza Grande
- Cowboys et Envahisseurs (Cowboys and Aliens) – Jon Favreau

### Autres prix
- Léopard de la première œuvre : Nana de Valérie Massadian (France)
- Prix du public : Monsieur Lazhar de Philippe Falardeau (Canada)
- Variety Piazza Grande Award : Monsieur Lazhar de Philippe Falardeau (Canada)
- Prix de la FIPRESCI : Abrir Puertas y Ventanas de Milagros Mumenthaler (Argentine)
- Prix du Jury Œcuménique : Vol Spécial de Fernand Melgar (Suisse)
- Mentions spéciales du jury Œcuménique : Onder Ons de Marco van Geffen (Pays-Bas) et Abrir Puertas y Ventanas de Milagros Mumenthaler (Argentine)
- Prix de la Fédération internationale des ciné-clubs : Sette opere di misericordia de Gianluca et Massimiliano De Serio (Italie)
- Mention spéciale de la Fédération internationale des ciné-clubs : Crulic - Drumul Spre Dincolo d’Anca Damian (Roumanie)
- Prix Art et Essai CICAE : Onder Ons de Marco van Geffen (Pays-Bas)
- Prix de la Semaine de la critique : Messies, Ein Schönes Chaos d'Ulrich Grossenbacher (Suisse)
- Mention spéciale de la Semaine de la critique : Sketches Of Myakh de Koichi Onishi (Japon)